# چمنزار آبی

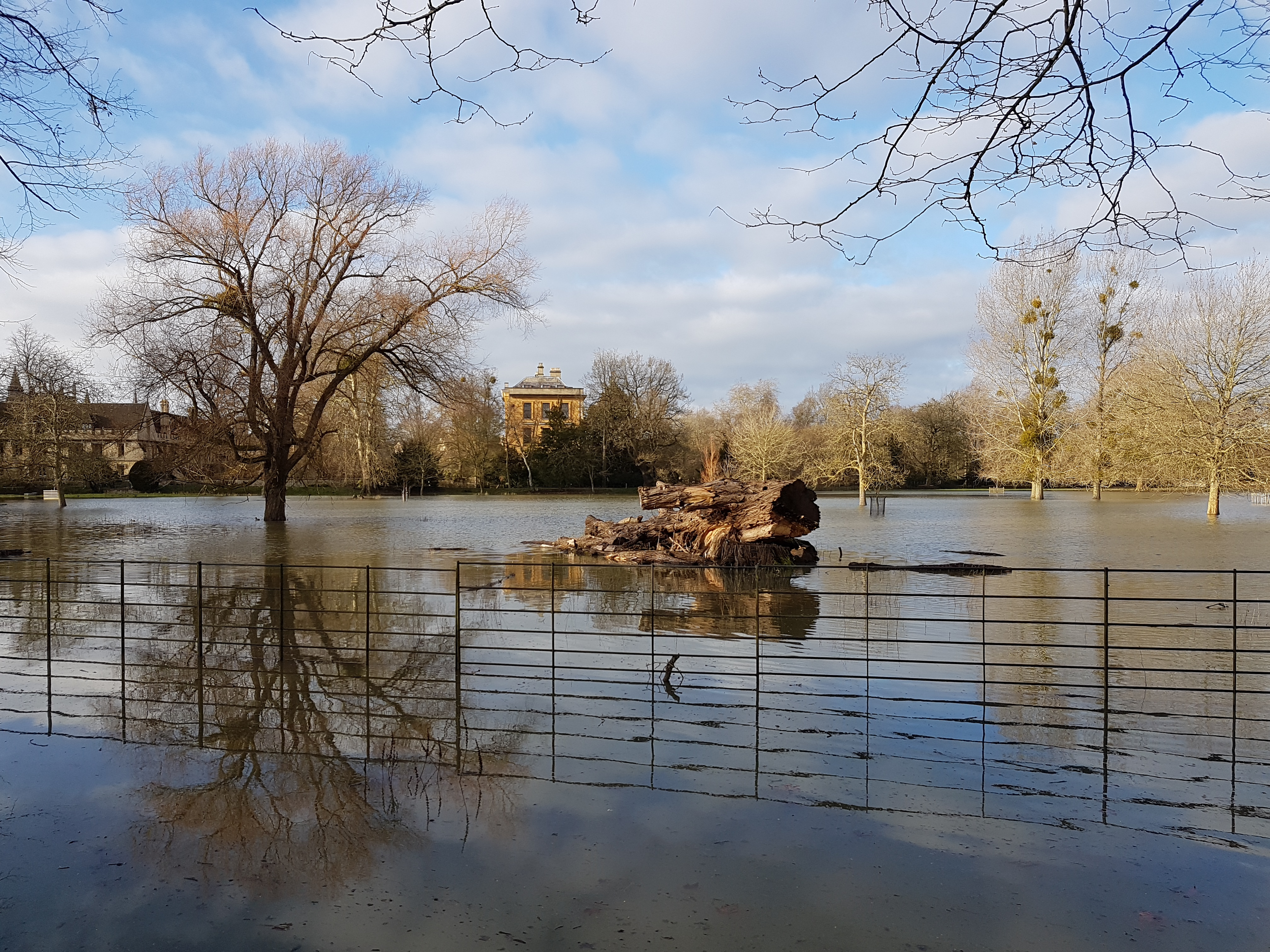
چمنزار آبی در کالج ماگدالن، آکسفورد، جزیره‌ای در رودخانه چرول است

چمنزار آبی یا چمنزار کران‌رودی (به انگلیسی: Water-meadow) منطقه‌ای از علفزار است که تحت آبیاری کنترل‌شده برای افزایش بهره‌وری کشاورزی قرار دارد. علفزارهای آبی عمدتاً از سدهٔ ۱۶ تا آغاز سدهٔ ۲۰ در اروپا استفاده می‌شدند. کار روی چمنزارهای آبی در حال حاضر تا حد زیادی ناپدید شده است، اما الگوهای مزرعه و کانال‌های آب چمنزار آبی رهاشده در مناطقی که از آنها استفاده می‌شد، مانند بخش‌هایی از شمال ایتالیا، سوئیس و انگلستان رایج است. چمنزار آبی رهاشده اغلب به عنوان زیستگاه حیات وحش تالابی اهمیت دارد.
چمنزار آبی را نباید با چمنزار سیلابی اشتباه گرفت که به‌طور طبیعی توسط سیلاب‌های فصلی از رودخانه پوشیده از آب کم‌عمق هستند. «چمنزار آبی» گاهی بیشتر به معنای هر علفزار همسطح در کنار رودخانه استفاده می‌شود.